# Kameralamt Vaihingen
Das Kameralamt Vaihingen war eine Einrichtung des Königreichs Württemberg, die im Amtsbezirk Besitz und Einkommen des Staates verwaltete. Es bestand von 1806 bis 1922 in Vaihingen an der Enz. Das Kameralamt wurde im Rahmen der Neuordnung der Staatsfinanzverwaltung im Königreich Württemberg geschaffen.

## Geschichte
Gemäß Erlass vom 6. Juni 1819 übernahm das Amt vom Kameralamt Markgröningen die Orte Hochdorf, Oberriexingen, Unterriexingen und Pulverdinger Hof. Laut Erlass vom 12. Juni 1839 sind dem Kameralamt Vaihingen zugeteilt worden vom Kameralamt Wiernsheim der Ort Weissach sowie das Forstrevier Mönsheim des Forstamts Leonberg. Nach dem Erlass vom 22. April 1841 musste das Kameralamt Vaihingen vom Kameralamt Bietigheim die Orte Großsachsenheim, Hohenhaslach, Horrheim, Kleinsachsenheim und Untermberg übernehmen. Mit Erlass vom 6. März 1843 sind dem Kameralamt Vaihingen vom Kameralamt Maulbronn die Orte Großglattbach und Iptingen zugeteilt worden.